# Abigail Disney
Abigail Edna Disney, conosciuta semplicemente come Abigail Disney (Los Angeles, 24 gennaio 1960), è una produttrice cinematografica, filantropa e attivista statunitense.
Ha prodotto il documentario Pray the Devil Back to Hell ed è stata produttrice esecutiva, autrice e regista di The Armor of Light, per il quale ha vinto un Emmy Award al miglior documentario sul sociale nel 2017.

## Biografia
Abigail Edna Disney è nata a Los Angeles, in California, il 24 gennaio 1960, terza di quattro figli, da Patricia Ann Dailey e Roy E. Disney, figlio di Roy O. Disney, co-fondatore della Walt Disney Company con il suo prozio Walt Disney. Abigail Disney è cresciuta a North Hollywood, in California, e ha studiato alla Buckley School, per poi laurearsi in lettere all'Università di Yale, prendere un master in arte all'Università di Stanford ed un dottorato di ricerca alla Columbia University. Durante il dottorato, Disney ha insegnato letteratura inglese e americana allo Iona College e ha scritto una tesi sul ruolo della violenza romanticizzata nella vita americana.

## Carriera
La sua carriera si basa soprattutto sulla produzione di documentari. Nel 2008 ha esordito con la produzione del suo primo documentario, Pray the Devil Back to Hell, di Gini Reticker. Il film ha portato alla luce il lavoro di pace liberiana dell'attivista Leymah Gbowee, raccontando la storia delle donne che hanno avuto un ruolo cruciale per portare la pace in Liberia. Pray the Devil Back to Hell ha vinto il premio al miglior documentario al Tribeca Film Festival del 2008 ed è stato proiettato in sessanta paesi del mondo di tutti i continenti.
Nel 2007 lei e Gini Reticker hanno fondato Fork Films, una società di produzione con sede a New York di cui lei è presidente e CEO, mentre la Reticker è direttore creativo. Nel 2009 Fork Films e Film Sprout hanno collaborato per organizzare il Pray the Devil Back to Hell's Global Peace Tour, un tour di nove mesi culminato nella Giornata internazionale della pace delle Nazioni Unite il 21 settembre 2009. Il tour ha portato il film in 31 paesi stranieri, in 235 città statunitensi e in 45 stati diversi. Il film mette in evidenza il coraggio e il sacrificio della sua figura principale, Leymah Gbowee, che ha ricevuto il premio Nobel per la pace nel 2011.
Le critiche positive a Pray the Devil Back to Hell hanno portato la Disney a lavorare alla serie di cinque episodi per PBS, Women, War & Peace, andata in onda nel 2011 e che ha vinto l'Edward R. Murrow Award dell'Overseas Press Club, un Gracie Award, un Television Academy Honor e il Silver Gavel Award dell'America Bar Association (per I Came to Testify). Questa serie creata e prodotta da Abigail Disney, Pamela Hogan e Gini Reticker, ha esaminato il ruolo delle donne in guerra nell'era moderna, non solo come vittime di conflitti, ma anche come agenti attivi per la pace nelle loro comunità. Sempre nel 2011, la Disney ha ricevuto un Athena Award.
Disney è stata produttore esecutivo di The Trials of Spring (2015), che include un film documentario e sei cortometraggi.
La Disney ha fatto il suo debutto alla regia con The Armor of Light, che segue le vite del sacerdote evangelico pro-vita Rob Schenck e Lucy McBath, la madre di Jordan Davis, adolescente afroamericano ucciso da un poliziotto caucasico, e del suo avvocato John Michael Phillips. Davis era disarmato al momento della sua morte e la sua storia ha puntato i riflettori sulle leggi di legittima difesa negli Stati Uniti. Il film segue Schenck mentre incontra McBath, una cristiana pro-scelta e il suo avvocato John Phillips. The Armor of Light è stato presentato in anteprima al Tribeca Film Festival nell'aprile 2015 prima di uscire nelle sale il 30 ottobre dello stesso anno. Nel 2017, ha vinto un Emmy Award al miglior documentario sul sociale.
Nel 2018, Disney ha collaborato con Killer Content e ha lanciato Level Forward, una società di produzione cinematografica, televisiva e teatrale di nuova generazione focalizzata su progetti che estendono l'influenza e le opportunità dell'eccellenza creativa e supportano nuove idee.

## L'attivismo e la filantropia
Disney e suo marito Pierre Hauser hanno fondato la Daphne Foundation nel 1991 per finanziare programmi che affrontano le cause e le conseguenze della povertà nei cinque distretti di New York City.
Nel 2008, Disney ha lanciato Peace is Loud, un'organizzazione senza scopo di lucro che utilizza i media e gli eventi dal vivo per mettere in luce le leader donne che costruiscono una cultura di pace, e di cui è presidente.
Nel 2011, Disney ha viaggiato con il premio Nobel Leymah Gbowee in Congo per trascorrere una settimana lavorando con altre donne attiviste per confrontare le idee in modo da costruire un ambiente di pace nei loro paese. L'anno successivo hanno visitato lo Sri Lanka, dove le attiviste hanno lanciato l'Agenda delle donne dello Sri Lanka riguardante la pace, la sicurezza e lo sviluppo.
Nel 2012, ha rinunciato alla sua quota dei profitti nell'investimento della famiglia Disney nella società di cosmetici Ahava la cui fabbrica si trova in un insediamento in Cisgiordania.
Nel maggio 2015, la Disney si è unita a Gbowee e ad altre 28 donne pacifiste per attraversare la zona demilitarizzata che separa la Corea del Nord e la Corea del Sud in un atto di solidarietà per le donne coreane e per chiedere la fine della guerra di Corea. I costruttori di pace hanno guidato i convegni internazionali sulla pace a Pyongyang e Seul, dove hanno ascoltato le donne coreane e condiviso esperienze di mobilitazione per porre fine al conflitto.
Fa parte del gruppo The Patriotic Millionaires, un gruppo di persone benestanti che sostengono le tasse sui ricchi e che hanno inviato una richiesta di aliquote fiscali più elevate al Forum economico mondiale di Davos nel gennaio 2020.

## Le critiche alla The Walt Disney Company
Nel luglio 2019, Abigail Disney ha parlato di un viaggio che ha fatto per visitare Disneyland criticando le condizioni di lavoro dei dipendenti.
Il 21 aprile 2019, Abigail Disney, attraverso diversi tweet, ha criticato il compenso del CEO della Disney Bob Iger. Nel 2018, Iger ha guadagnato 66 milioni di dollari, mentre nel 2019, il suo stipendio è stato stimato a circa 35 milioni di dollari. Un mese prima di questa dichiarazione, aveva affermato che gli amministratori delegati sono generalmente "pagati troppo", affermando che "non c'è nessuno sulla Terra che valga 500 volte la sua paga mediana (di Iger) dei lavoratori". Il 22 aprile, la Disney Corporation ha risposto in una dichiarazione che la società ha fatto "investimenti storici" nella retribuzione e nei benefici dei suoi lavoratori, e ha difeso la retribuzione del CEO, che è stata definita "basata sul 90% delle prestazioni". La società ha affermato che Iger "ha fornito un valore eccezionale per gli azionisti". Il 23 aprile, il Washington Post ha pubblicato un op-ed di Abigail Disney dove ha di nuovo criticato la Disney Corporation e ha preteso una  riforma per la parità salariale. 
Nel 2020 ha nuovamente attaccato la Disney per i licenziamenti del personale dei parchi a tema a causa della pandemia di Covid-19, nonostante le grandi entrate della società durante l'anno.

## Vita privata
Abigail Disney nel 1988 ha sposato Pierre Norman Hauser, da cui ha avuto quattro figli: Eamon, Olivia, Charlotte e Henry Hauser. Vive a New York City.

## Filmografia

### Produttrice
- Pray the Devil Back to Hell (2008)
- The Armor of Light (2015)
- The Trials of Spring (2015)
- Oklahoma! - revival di Broadway (2019)

### Produttrice esecutiva
- Sergio (2009)
- Playground (2009)
- Family Affair (2010)
- Secrets of the Tribe (2010)
- Women Art Revolution (2010)
- Return (2011)
- Mothers of Bedford (2011)
- Sun Come Up (2011)
- Women, War and Peace (2011)
- The Queen of Versailles (2012)
- The Invisible War (2012)
- This is How I Roll (2012)
- Sexy Baby (2012)
- The Iran Job (2012)
- Alias Ruby Blade (2012)
- Citizen Koch (2013)
- Open Heart (2013)
- The Only Real Game (2013)
- Hateship Loveship (2013)
- Seeds of Time (2013)
- Land Ho! (2014)
- Split (2014)
- Food Chains (2014)
- Vessel (2014)
- 1971 (2014)
- Out in the Night (2014)
- She's Beautiful When She's Angry (2014)
- Hot Girls Wanted (2015)
- The Mask You Live In (2015)
- From This Day Forward (2015)
- The Babushkas of Chernobyl (2015)
- Drawing the Tiger (2015)
- Tocando La Luz (2015)
- Buffalo Returns (2015)

### Sceneggiatrice
- Women, War & Peace: Peace Unveiled (2011)
- The Armor of Light (2015)

### Regista
- The Armor of Light (2015)

## Premi e riconoscimenti
• Global Women's Rights Awards (2009)
• Premio Auburn Lives of Commitment (2009)
• 1st Annual Media Awards (2009)
• Visionary Social Change Award (2011)
• Athena Award (2011)
• International Advocate for Peace Award (2011),
• 2012 Gracie Award for Outstanding Producer-News/Nonfiction for Women, War & Peace (2012)
• The James Park Morton Interfaith Award (2012)
• Premio Morton Deutsch per la giustizia sociale (2014)
• Legacy Award (2014)
• Public Health Change Champion Award (2014)
• IWMF (International Women's Media Foundation) Courage in Journalism Awards: Leadership Honoree (2015)
• The Women's Image Network Awards come donna dell'anno (2015)
• Emmy Award al miglior documentario sul sociale (2017)